# Massivabsorber
Massivabsorber sind vertikal angeordnete Außenbauteile aus Beton, meist als Fertigteile, in die dünne Zirkulationsröhren aus Kunststoff eingelassen sind. Sie absorbieren Wärme- und Strahlungsenergie aus der Atmosphäre, können aber im Erdreich, Grundwasser, sowie in Teichen oder Flüssen eingesetzt werden, und machen die Umweltenergie mit Hilfe einer Wärmepumpe für Heizzwecke nutzbar. 
Die Energie wird im Betonelement zwischengespeichert, bis sie zur Beheizung des Gebäudes benötigt wird und über die in den Zirkulationsrohren fließende Sole und die Wärmepumpe dem Heizkreislauf zugeführt. In Wärmepumpenstillstandszeiten regeneriert sich der durch den Wärmeentzug abgekühlte Massivabsorber wieder.

## Technische Merkmale
Massivabsorber mit Wärmepumpe funktionieren nach dem gleichen Prinzip wie Wärmepumpenanlagen mit Erdwärmesonden oder Erdregistern. Massivabsorber profitieren von der guten Wärmeleitfähigkeit und Wärmekapazität von Beton. Die Wärmeleitfähigkeit übertrifft mit 2,1 W/(m·K) diejenige von Wasser mit 0,56 W/(m·K) um das Mehrfache. Die Wärmekapazität von Beton beträgt 0,720 kWh/(m³·K), die von Wasser (dem preiswertesten und allgemein angewandten Wärmespeicher) 1,166 kWh/(m³·K), diejenige von Luft hingegen nur 0,00035 kWh/(m³·K). Die Umweltwärme des Tages wird vom Absorberelement gespeichert und bei Bedarf an die Wärmepumpenheizung abgegeben. Die direkte, wie auch die diffuse Sonnenstrahlung kann das Betonelement deutlich über die Umgebungstemperatur aufwärmen, so dass der Wärmepumpe ein erhöhtes Temperaturniveau zur Verfügung steht.

## Einsatz
Massivabsorber können als vertikal angeordnete Betonbauteile, die mit der Außenluft in Kontakt stehen, zugleich die Funktion von Fassadenelementen übernehmen oder auch als Betonmauern, Betonstützmauern, Schallschutz- und Sichtschutzwände, Balkonbrüstungen, Brüstungselemente für Parkhäuser, Lisenen, Vorhangfassaden und Sandwichelemente aus Beton, Energiegaragen, Carports, Pergolen und vertikale Betonplatten auf Flachdächern, Betonpfähle etc. eingesetzt werden.
Oberirdische Betonbauteile werden güteüberwacht im Herstellerwerk produziert. Massivabsorber haben beispielsweise eine Fläche von ca. 10 m² und können dann rund 80 m Zirkulationsleitung beinhalten.

## Historie
Die ersten Gebäude, die ausschließlich (monovalent) mit Massivabsorberheizungen beheizt werden, wurden bereits 1979 errichtet. 
1995 wurden die 22 Einfamilienhäuser einer Wohnsiedlung, der so genannten Solarthermie-Wohnanlage in Oberhausen-Rheinhausen, jeweils separat mit einer monovalenten Massivabsorberheizung ausgestattet. Eine Jahresarbeitszahl von 3,3 wurde in der Solarthermie-Wohnanlage messtechnisch nachgewiesen. Höhere Jahresarbeitszahlen sind erreichbar.

## Vorteile
Gegenüber anderen Wärmepumpenwärmequellen lassen sich Massivabsorber oft leichter in das Bauwerk und die gestaltete Umgebung integrieren, sind besser zugänglich, haben unter Umständen kürzere Aufladeperioden und können als Beton-Fertigteil zugleich noch weitere Funktionen übernehmen.